# Duncan Lake
Duncan Lake är en sjö i Kanada.   Den ligger i provinsen British Columbia, i den södra delen av landet, 3 100 km väster om huvudstaden Ottawa. Duncan Lake ligger 559 meter över havet. Arean är 72 kvadratkilometer. Den sträcker sig 40,6 kilometer i nord-sydlig riktning, och 9,8 kilometer i öst-västlig riktning.
I omgivningarna runt Duncan Lake växer i huvudsak barrskog. Trakten runt Duncan Lake är nära nog obefolkad, med mindre än två invånare per kvadratkilometer.